# Russisch-Amerika
Russisch-Amerika (Russisch: Русская Америка; Roesskaja Amerika) was de benaming voor een Russische kolonie tussen 1733 en 1867, die het grootste deel van de huidige Amerikaanse staat Alaska omvatte (ook wel Russisch-Alaska genoemd) en daarnaast een aantal andere nederzettingen in Oregon ten zuidoosten daarvan, waarvan Fort Ross in Californië de zuidelijkste was op het Amerikaanse vasteland. Daarnaast was er korte tijd ook een nederzetting genaamd Fort Elizabeth op het Hawaïaanse eiland Kauai, die echter niet de steun had van de Russisch-Amerikaanse Compagnie en dus moest worden opgeheven.
In 1867 werd Russisch-Amerika onder de naam Alaska verkocht aan de Verenigde Staten. De naam Alaska werd eerder al gebruikt door de Russen (verbasterde vorm van het Aleoetische alaxsxaq, wat kan worden vertaald als "het vasteland" of letterlijker: "het object waarheen de beweging van de zee zich begeeft"), maar dan alleen voor het Alaskaanse vasteland.

## Ontdekking van Alaska
De eerste geschreven verklaringen die verhalen over het bereiken van Alaska door de Europeanen kwamen uit het Russische Rijk. Volgens een legende zou Semjon Dezjnjov tijdens een van zijn reizen naar de rivier de Anadyr in 1648 zijn afgeweken naar het schiereiland Alaska, maar bewijzen dat hij er is geweest ontbreken. Dezjnjov staat met Fedot Aleksejev bekend als de eerste Europeanen die de Beringstraat bereikten en haar mogelijk helemaal doorvoeren (80 jaar later werd pas de volgende poging gedaan), waarbij de Diomedeseilanden werden ontdekt. Zijn bevindingen werden niet doorgegeven aan de Russische regering, zodat de theorie over de Beringlandbrug nog lang een geaccepteerde theorie bleef. Pas veel later kwam men achter de ontdekkingen door Dezjnjov. Peter de Grote geloofde echter nog steeds in de theorie van de Beringlandbrug en liet in 1725 de Eerste Kamtsjatka-expeditie uitrusten, waarbij de Deen Vitus Bering het zuidelijke deel van de Beringstraat doorvoer, maar haar niet helemaal doorkruiste. Tijdens deze reis zeilden Ivan Fjodorov en landmeter Michail Gvozdev naar Kaap Dezjnjov en vandaar naar Kaap Prince of Wales op Noord-Alaska. Ook brachten ze de noordwestelijke kust van Alaska in kaart. Bij terugkomst in Sint-Petersburg werd Bering verweten dat hij niet de hele Beringstraat was door gevaren en dus geen definitief bewijs had geleverd dat Azië en Amerika niet aan elkaar grensden. Vrijwel meteen werden er plannen gemaakt voor de Tweede Kamtsjatka-expeditie, die veel grootschaliger werd opgezet en ook een veel groter mandaat meekreeg. Tijdens deze expeditie voeren Bering en Aleksej Tsjirikov in 1741 beiden met een boot uit vanuit de haven van Petropavlovsk aan de Avatsjabaai in de richting van het oosten. Al snel raakten ze elkaar kwijt in een storm, maar vervolgden beiden hun weg. Tsjirikov was op 15 juli 1741 de eerste die land in zicht kreeg, hetgeen waarschijnlijk de westkust van het huidige Prince-of-Waleseiland was, in de huidige Alaska Panhandle. Hij zond een groep mannen aan land in de barkas, waarmee ze de eerste Europeanen waren die voet aan wal zetten in het noordwesten van Amerika. Op ongeveer 16 juli 1741 kreeg het schip van Bering de Mount Saint Elias in zicht op het vasteland van Alaska. Tsjirikov keerde veilig terug in Kamtsjatka, maar Bering leed in november schipbreuk op Beringeiland, waar hij stierf. Tsjirikov keerde vervolgens met het nieuws over nieuw land terug naar Sint-Petersburg. Een deel van de bemanning van Berings schip wist later met zelfgemaakte boten Kamtsjatka te bereiken om het slechte nieuws te vertellen, maar ook om de zeeotterpelzen te laten zien die ze er hadden aangetroffen. Dit bont bleek later het fijnste dat tot dan toe was aangetroffen en zorgde voor een grote interesse in Rusland om het land te gaan koloniseren.

## Russische kolonisatie

### Van 1740 tot 1800
Op zoek naar bont kwamen vervolgens kleine groepen bonthandelaren vanaf de Siberische kust naar de Aleoeten. Naarmate de expedities naar het gebied langer begonnen te duren (twee tot vier jaar en soms meer), werden handelsposten en jachtposten opgezet. In 1759 ontstond de eerste permanent bewoonde nederzetting Oenalasjka, gevolgd door meer plaatsen vanaf 1784. Ongeveer de helft van deze permanente immigranten bestonden uit Russen uit het Europese deel van het Russische Rijk en de overige helft bestond uit leden van Siberische volkeren en afstammelingen uit huwelijken tussen Russen en Siberische volken.
De Russen lieten de bontjacht, die vooral plaatsvond op zeedieren, over aan de lokale Aleoeten, die werden gedwongen om voor de Russen te werken. Nadat eenmaal de pelzenjacht goed op gang was gekomen en er Russische bedrijven naar het gebied getrokken waren, werd de hele Aleoetische bevolking tot slaaf gemaakt. Na het aantreden van tsarina Catharina de Grote in 1763, drong deze erop aan bij de handelaren om de Aleoeten eerlijk te behandelen. In sommige gebieden leefden de Aleoeten en de Russen min of meer vreedzaam naast elkaar, maar in andere delen waren er handelaren die meer wilden. Zij terroriseerden de Aleoetische bevolking door gijzelaars (amanat) te nemen, gezinnen uit elkaar te halen en sommigen van hen te dwingen hun dorp te verlaten en zich elders te vestigen. De winstgevende pelshandel bracht alsmaar meer en steeds grotere bedrijven naar het gebied, die een steeds zwaardere tol eisten van de lokale bevolking.
De populaties van de dieren, die de Aleoeten nodig hadden voor hun bestaan, namen steeds verder af en de Aleoeten werden zo steeds afhankelijker van de ruilhandel met de Russen. Om genoeg zeeotters te vangen, namen de Aleoetische mannen almaar grotere risico's door de zeeotters tot in de gevaarlijke zeeën van de noordelijke Grote Oceaan te proberen te doden. Toen het bedrijf Sjelichov-Golikov uiteindelijk een monopoliepositie verwierf op de jacht op de zeeotters, werd geweld tegen de lokale bevolking verheven tot een vorm van koloniale uitbuiting. De Aleoeten kwamen hiertegen in opstand, maar de Russen hadden superieure wapens en sloegen keihard terug, waarbij ze velen van hen doodden en hun boten en jachttuig vernielden, zodat ze geen bestaanswijze meer hadden om te kunnen overleven. Het zwaarst hielden echter de infectieziekten die de Russen uit de Oude Wereld meebrachten, huis. Naar schatting 80% van de bevolking, die hiervoor geen immuniteit bezat, werd gedood tijdens de eerste twee generaties van contacten met de Russen.
Hoewel de kolonie vanwege de hoge transportkosten nooit erg winstgevend werd, waren de aanwezige Russische handelaren er sterk op gebrand het land voor zichzelf te houden. In 1784 arriveerde bonthandelaar Grigori Sjelichov met zijn schepen Tri svjatitelja ("Drie Heiligen") en Svkatelni Simon in de Three Saints-baai van Kodiakeiland. Hier werden ze echter aangevallen door de lokale Koniagbevolking en Sjelichov reageerde hierop door honderden van hen te doden of als gijzelaars te nemen om zo de rest te dwingen zich te onderwerpen. Vervolgens stichtte hij de nederzetting Tri svjatitelja (naar zijn boot) op Kodiakeiland, als eerste permanente Russische nederzetting van Alaska.
In 1790 keerde hij terug naar Rusland en stelde Aleksandr Baranov aan als bestuurder over zijn bonthandel in Alaska. Deze liet de nederzetting verplaatsen naar de noordoostzijde van het eiland, waar hout beschikbaar was. Deze nederzetting groeide later uit tot de stad Kodiak. De Russische mannen op het eiland namen naar goeddunken Koniagvrouwen en stichtten gezinnen met hen, waaruit familienamen voortkwamen die tot op heden op Alaska voortleven, zoals Panamaroff, Petrikoff en Kvasnikoff. In die tijd begonnen andere niet-Russische Europese handelaren zaken te doen met de lokale bevolkingsgroepen in het zuidoosten van Alaska, wat Baranov niet zinde. Daarom stichtte hij in 1799 de nederzetting Michajlovsk op 10 kilometer ten noorden van het huidige Sitka. Hij kocht het land van de Tlingits, maar toen Baranov eens terug moest naar Kodiak in 1802, vielen de Tlingits uit een nabijgelegen dorp aan en verwoestten Michailovsk, waarbij bijna de hele bevolking werd gedood. Baranov keerde daarop in 1804 terug met een Russisch oorlogsschip en verwoestte het snel gebouwde Tlingitfort op de plek van de nederzetting tijdens de Slag om Sitka. De Tlingitbevolking vluchtte naar de andere zijde van het eiland en Baranov liet de nederzetting Novo-Archangelsk (naar Archangelsk, de geboorteplaats van Baranov) en een groot fort bouwen op dezelfde plek. Deze plaats werd vier jaar later de hoofdplaats van Russisch-Amerika en werd later hernoemd tot Sitka.
Terwijl Baranov zich bezighield met het vestigen van het Russische gezag in Alaska, hield Sjelichov zich bezig met het regelen van een monopolie op de pelshandel in Alaska. In 1799 wist de schoonzoon van Sjelichov, Nikolaj Rezanov, een monopoliepositie te verwerven uit de handen van tsaar Paul I. Hij zette daarop de Russisch-Amerikaanse Compagnie op, waarvan, in ruil voor de monopoliepositie, werd verwacht dat het bedrijf nieuwe nederzettingen zou stichten in Alaska en het kolonisatieprogramma sterk zou uitbreiden.

### Van 1800 tot 1867

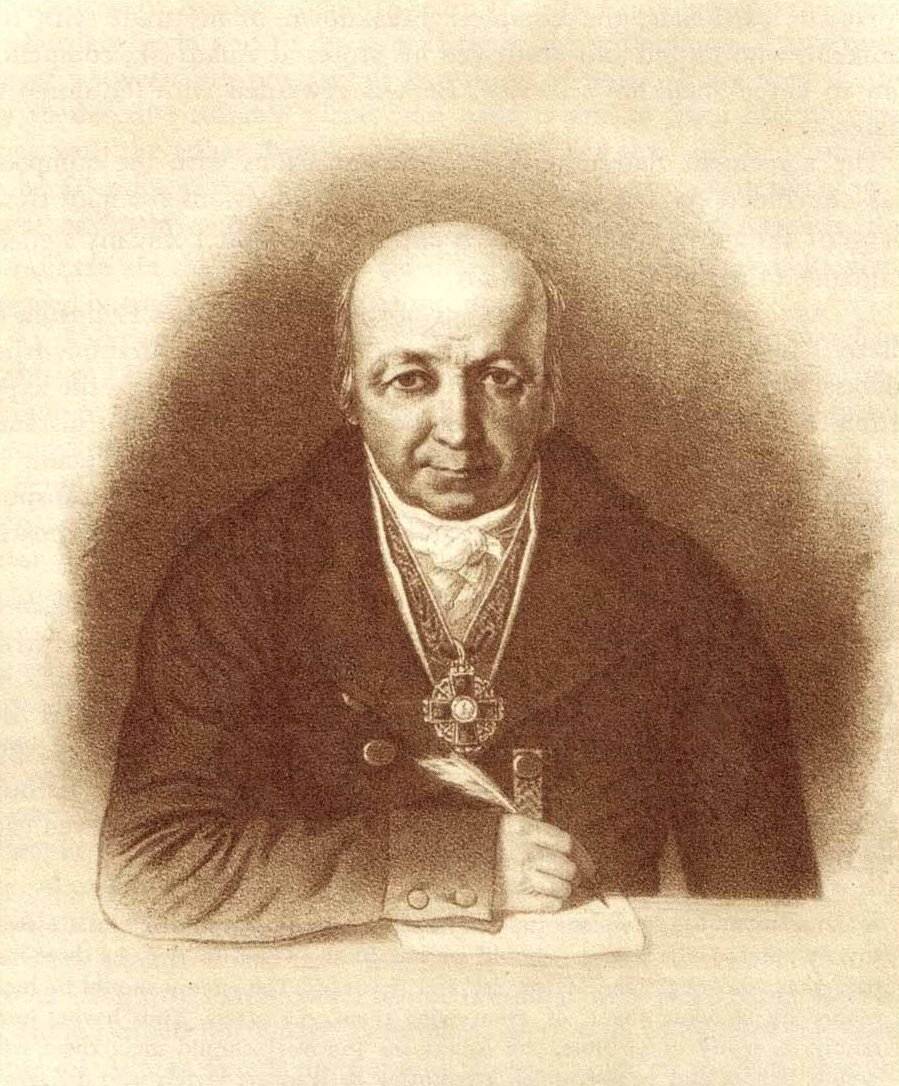
Aleksandr Baranov, de "Lord of Alaska", speelde niet alleen een actieve rol in de Russisch-Amerikaanse Compagnie, maar was ook de eerste gouverneur van Alaska.

In 1804 had Baranov – inmiddels bedrijfsleider van de Russisch-Amerikaanse Compagnie – een stevige positie voor de pelshandel van het bedrijf gevestigd in Amerika door de afloop van de Slag om Sitka. Ondanks deze inspanningen zouden de Russen Alaska nooit echt koloniseren. Hun activiteiten beperkten zich grotendeels tot de oostelijke kustregio en ze meden het binnenland. Rond 1830 begon het Russische monopolie op de handel te verzwakken toen het Brits-Canadese bedrijf Hudson's Bay Company een handelspost opzette aan de zuidelijke rand van Russisch-Amerika in 1833 en zo handel begon af te snoepen van de Russen.
Ook de Amerikanen begonnen zich in die tijd te bemoeien met Russisch-Amerika. Hun voorraadschepen konden de Russische koloniën veel sneller bereiken dan de voorraadschepen uit Rusland en Baranov werd hiervan steeds afhankelijker. Daarnaast konden de Amerikanen pelzen verkopen op de Kantonese markt, die gesloten was voor de Russen. De keerzijde hiervan betekende dat Amerikaanse jagers en stropers zich begin 19e eeuw steeds vaker begaven in gebieden, die de Russen als hun eigendom beschouwden. In 1812 werd een overeenkomst bereikt, waarbij de Russen de exclusieve rechten verkregen op de pelshandel boven de 55e breedtegraad en de Amerikanen ten zuiden daarvan. Deze overeenkomst werd echter al snel weer opzij geschoven en toen Baranov met pensioen ging in 1818, verslapte de Russische grip op het gebied nog verder.
In 1821 werd het handvest van de Russisch-Amerikaanse Compagnie vernieuwd, waarbij werd ingesteld dat de hoofdbestuurders vanaf die tijd marineofficieren moesten zijn. De meeste marineofficieren hadden echter geen ervaring met de pelshandel, hetgeen verdere schade opleverde voor het bedrijf. Dit tweede handvest probeerde ook al de contacten met buitenlanders te stoppen, bedoeld waren natuurlijk de Amerikaanse concurrenten, maar deze strategie bleek echter een misser, daar de Russische kolonie gewend was geraakt aan de bevoorrading door Amerikaanse schepen en de Amerikanen betrouwbare kopers waren van de pelzen. Uiteindelijk sloot de Russisch-Amerikaanse Compagnie een overeenkomst met de Hudson's Bay Company, waardoor de Britten voortaan door Russisch gebied konden varen. In 1825 werd een verdrag gesloten met de Britten over het verloop van de grens langs de 141e lengtegraad, maar in het zuiden was de grens minder goed gedefinieerd en zorgde na 1867 nog voor een nieuw conflict tussen de Amerikanen en Britten over het verloop van deze grens, dat uiteindelijk – na arbitrage – door een grensverdrag in 1908 werd opgelost.
Tegen het midden van de 19e eeuw verbeterde de conditie van de lokale volken, zoals de Aleoeten, Koniags en Tlingits enigszins. De Tlingits werden nooit overwonnen en bleven hun gewapende strijd tegen de Russen voortzetten tot in de jaren 50 van de 19e eeuw. De Aleoeten, waarvan velen (vooral mannen) gedwongen waren om hun thuiseilanden te verlaten en tot in Californië te jagen op zeeotters voor de Russen, bleven dalen in bevolkingsomvang tot de jaren 40 van de 19e eeuw. De marineofficieren van de Russisch-Amerikaanse Compagnie zetten in die tijd scholen en ziekenhuizen op voor de Aleoeten en boden hen banen aan. De Russisch-orthodoxe geestelijkheid kwam ook naar de Aleoeten. Vanaf die tijd begon de Aleoetische bevolking weer toe te nemen.

## Missionaire activiteiten

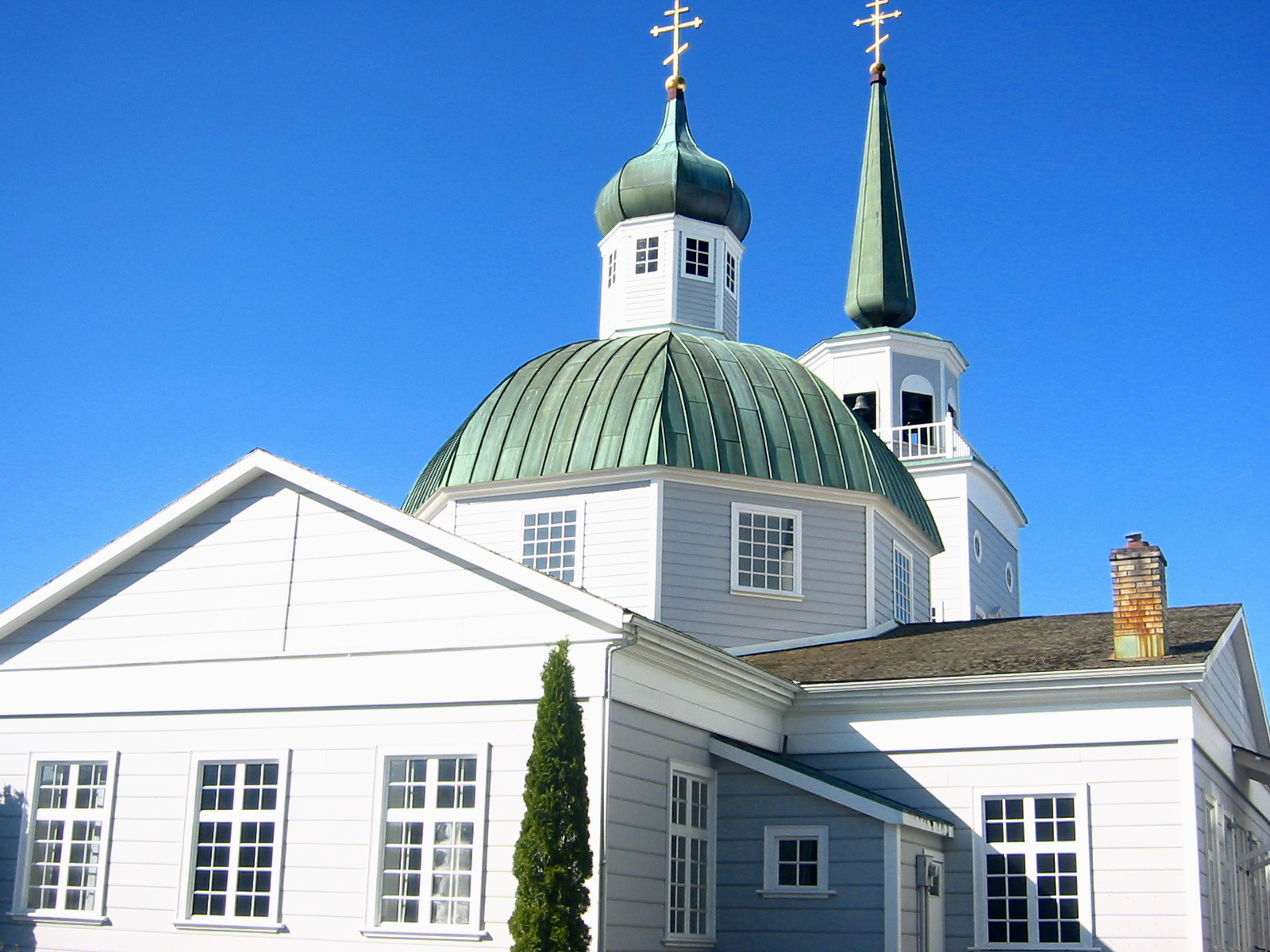
Russisch-orthodoxe kerk in Sitka

Sjelichov liet een school bouwen aan de Three Saintsbaai, om de lokale bevolking Russisch te leren lezen en schrijven en introduceerde ook de eerste missionarissen en geestelijken, die begonnen met de verspreiding van de Russische-orthodoxie. Deze religie was reeds in de beginjaren (1740-1780) op informele wijze geïntroduceerd en de orthodoxe rituelen en heilige teksten werden de Aleoeten al op zeer jonge leeftijd in hun eigen taal bijgebracht door de pelshandelaren, die er gezinnen stichtten of Aleoetische handelspartners symbolisch adopteerden als hun peetkinderen om hun loyaliteit te verkrijgen middels deze speciale band. De missionarissen protesteerden al snel tegen de uitbuiting van de lokale bevolkingsgroepen en hun rapporten uit die tijd vormen een van de belangrijkste bronnen over het geweld dat door de koloniale overheersers werd gebruikt gedurende deze periode.
Geïnspireerd door dezelfde pastorale theologie als Bartolomé de Las Casas of Franciscus Xaverius, waarvan de oorsprong ligt in de noodzaak van het vroege christendom om zich aan te passen aan de culturen uit de Oudheid, pasten de missionarissen in Russisch-Amerika een strategie toe die waarde toekende aan lokale culturen en het inheemse leiderschap in het parochieleven en in missionaire activiteit. Dit culturele beleid was oorspronkelijk bedoeld voor het verwerven van de loyaliteit van de lokale volkeren door het instellen van de autoriteit van Kerk en Staat als beschermers over de ruim 10.000 inwoners van Russisch-Amerika, waaronder nooit meer dan 812 etnische Russen, die bijna allemaal in Sitka en Kodiak woonden.
Een bijeffect van de missionaire strategie was het ontstaan van een nieuwe en autonome vorm van inheemse identiteit, waardoor vele inheemse tradities konden overleven in de lokale "Russische" orthodoxe traditie en in het religieuze leven in de dorpen. Onderdeel van deze inheemse identiteit is een alfabet en de basis voor geschreven literatuur in bijna alle etnisch-taalkundige groepen in de zuidelijke helft van Alaska. De Heilige Innokentij (Veniaminov), beroemd in heel Russisch-Amerika, ontwikkelde ook een Aleoetisch woordenboek en grammatica. Andere beroemde heiligen waren Herman van Alaska (de orthodoxe beschermheilige van Amerika) en (de betwiste) martelaar Peter de Aleoet.
Het zichtbaarste spoor dat de Russische koloniale periode heeft achtergelaten in Alaska, zijn de bijna 90 Russisch-orthodoxe parochies, waarvan nu ongeveer 20.000 mensen lid zijn, bijna alleen lokale volkeren en die onderdeel vormen van de Russisch-orthodoxe Kerk in het Buitenland of de Orthodoxe Kerk in Amerika. Onderdeel hiervan vormen onder andere verschillende groepen sprekers van Athabaskische talen in het binnenland, grote gemeenschappen van de Yupiks en bijna alle Aleoeten en Koniags. De Tlingits kennen ook een klein aantal orthodoxe parochies, maar een grote groep in Juneau werden pas orthodox na de Russische koloniale periode en wel in een gebied waar geen Russische kolonisten of missionarissen waren geweest. Het nog altijd voortdurende grote succes van de Russische-orthodoxie in Alaska is waarschijnlijk te danken aan de menging van lokale culturen en christelijke overtuigingen en rituelen (soms met syncretische elementen). Deze situatie is in veel opzichten vergelijkbaar met de geschiedenis van het Latijns-Amerikaanse katholicisme.

## Verkoop van Alaska aan de Verenigde Staten

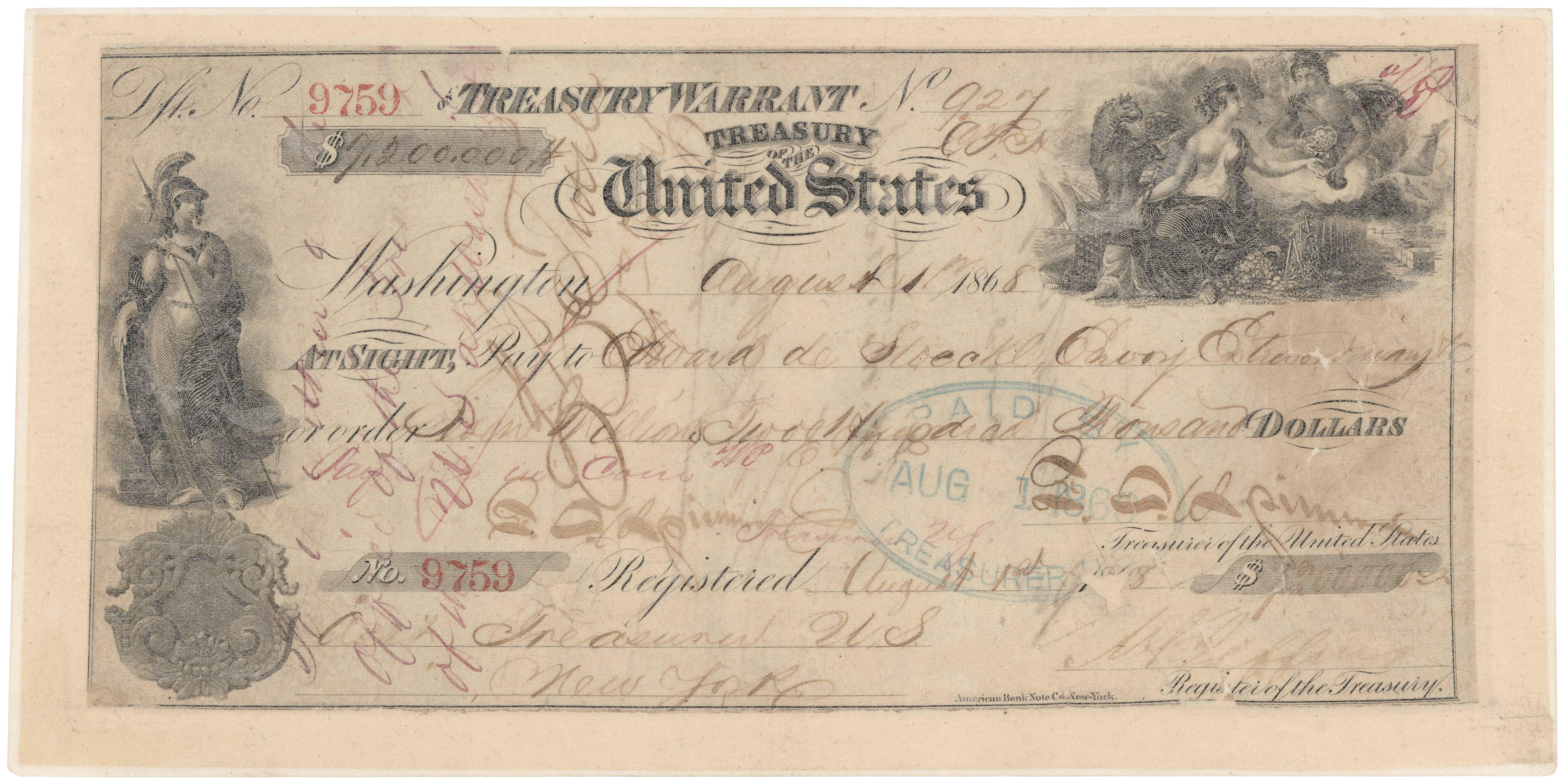
Overdrachtsovereenkomst van de verkoop van Alaska

Tegen de jaren 60 van de 19e eeuw begon de Russische regering te zinnen op het kwijtraken van haar overzeese Amerikaanse kolonie. Door de grootschalige jacht waren de pelsdierpopulaties sterk afgenomen en de concurrentie door de Britten en Amerikanen had deze situatie nog verder doen verslechteren. Dit, in combinatie met de moeilijkheden rond de bevoorrading en beveiliging van een dergelijke afgelegen kolonie, zorgde ervoor dat het animo voor de kolonie steeds verder afnam. Uiteindelijk werd het gebied op 30 maart 1867 aan de Verenigde Staten verkocht voor de som van 7.200.000 dollar, oftewel 2 cent per acre. In de Sovjettijd en het latere Rusland waren er mensen die bleven verklaren dat Alaska niet was verkocht, maar in werkelijkheid geleased aan de Verenigde Staten voor een periode van 99 of 150 jaar. Het verdrag spreekt echter duidelijk van een overdracht (cession). De controverse hierover zou mede kunnen zijn veroorzaakt doordat de bolsjewieken na het aan de macht komen in 1917 alle voorgaande gesloten verdragen van het Russische Rijk ongeldig verklaarden.
Nadat Russisch-Amerika was verkocht aan de Verenigde Staten, werden alle eigendomschappen van de Russisch-Amerikaanse Compagnie opgeheven.
Na de overdracht bleven veel leiders van de Tlingits volhouden dat de "kasteelheuvel" het enige deel was dat Rusland rechtmatig mocht verkopen. De claims van lokale volken op het land werden echter niet erkend tot in de tweede helft van de 20e eeuw, toen de Alaska Native Claims Settlement Act werd getekend.
Op het hoogtepunt van Russisch-Amerika woonden er ruim 800 Russen. Zij kregen samen met Louisiana-Creolen (die dezelfde privileges als Amerikaanse burgers was gegarandeerd) de kans om binnen drie jaar Amerikaans staatsburger te worden, maar slechts weinigen zagen hier wat in. Toen generaal Jefferson C. Davis de Russen ook nog hun huizen in Sitka ontnam met de mededeling dat ze benodigd waren voor de Amerikanen en er onder de Russen veel klachten kwamen over de ruwheid van de Amerikaanse troepen en aanvallen, besloten de meeste Russen om terug te keren naar Rusland. Anderen reisden naar Californië en het Pacifische Noordwesten om daar hun heil te zoeken.

## Andere koloniale vestigingen

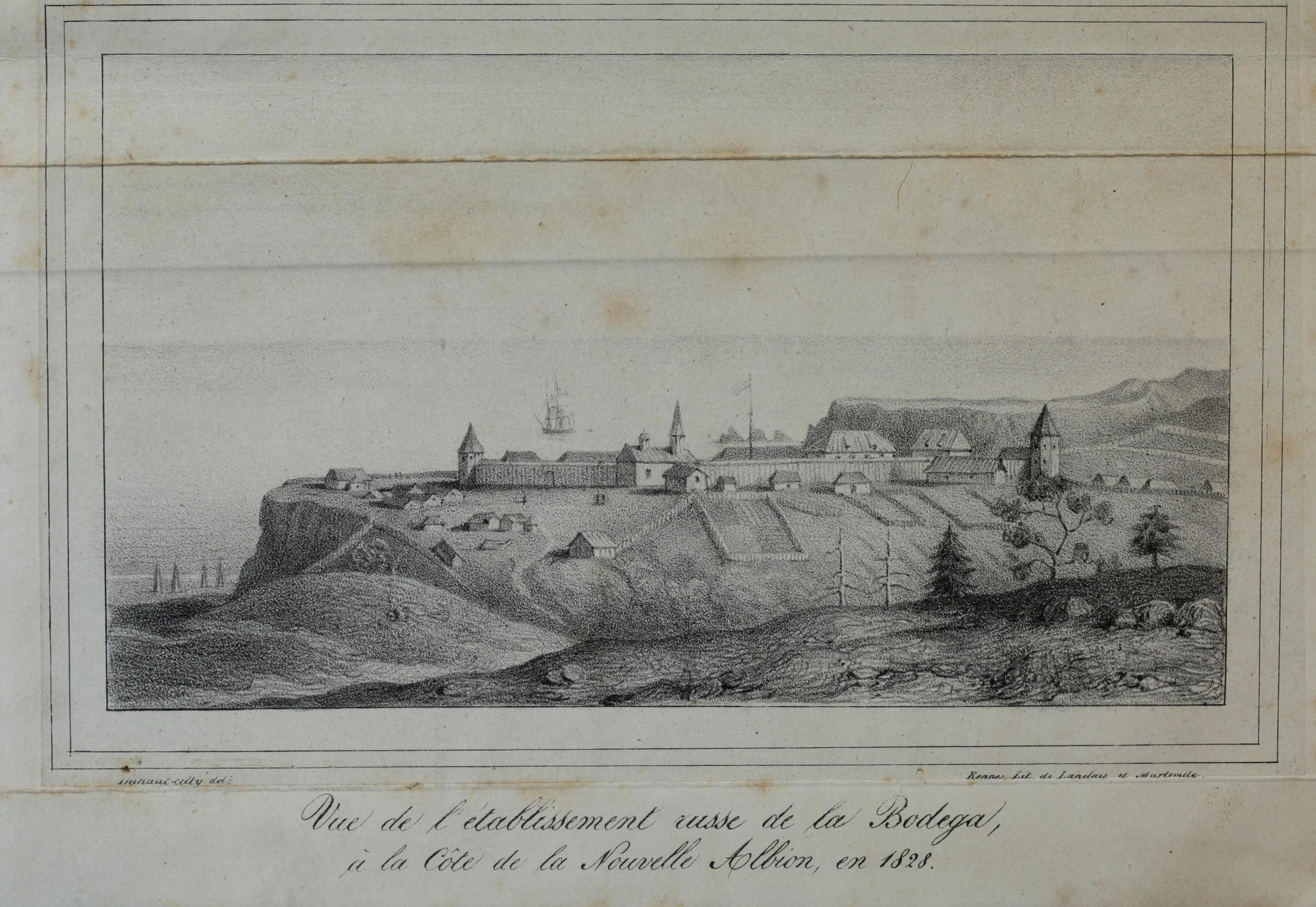
Gezicht op Fort Ross in 1828 (bron: Fort Ross State Historic Park Photo Archives)

Buiten Alaska bevonden zich ook een aantal Russische nederzettingen, waarvan in elk geval twee bekend zijn.
De eerste was Fort Ross (Krepost Ross) in het noorden van Californië (80 kilometer ten noorden van San Francisco), dat van 1812 tot 1841 functioneerde als landbouwgebied voor de nederzettingen in Alaska. Daarnaast bevond zich er ook enige scheepsbouw en telde het een aantal windmolens. Tegen 1841 was de noodzaak van de landbouw verminderd en was de zeeotterpopulatie – waarop daarnaast werd gejaagd – sterk verminderd en werd het verkocht aan een Californische handelaar. Vijf jaar eerder was deze zet echter nog niet voorzien. De Mexicaanse overheid die het hele gebied claimde als Alta California, wilde de Russische opmars naar het zuiden stoppen en in 1836 liet de commandante-general van de noordelijke frontier van Alta California Mariano Guadalupe Vallejo het Presidio van Sonoma bouwen als bolwerk tegen de Russen en als plaats van waaruit de lokale Indiaanse stammen in de Sonomavallei moesten worden onderdrukt. Reeds in 1846 raakten de Mexicanen het weer kwijt toen de kortstondige Republiek Californië ontstond.

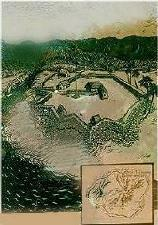
Fort Elisabeth, zoals het eruit moet hebben gezien in 1816

De tweede was Fort Elizabeth (Jelizavetskaja krepost) op het Hawaïaanse eiland Kauai, dat slechts 2 jaar bestond. Deze was opgezet door de Duitse scheepsarts Georg Schäffer, die door de Russisch-Amerikaanse Compagnie was uitgestuurd om handelsprivileges te verkrijgen van de Hawaïaanse koning Kamehameha I. Eenmaal aangekomen wist Schäffer de koning van Kauai (wiens koninkrijk vijf jaar eerder was ingelijfd bij Hawaï) te overtuigen, die dacht met Russische hulp zijn rijk te kunnen heroveren op Kamehameha I. Deze bood Schaeffer een plek voor een fort aan nabij Waimea en twee andere nabij Hanalei. Iets later sloot Schäffer een geheim verdrag met Kaumalii waarbij Schäffer Kaumualii wapens en schepen beloofde voor de invasie van de eilanden Oahu, Lanai, Maui and Molokai, die Kaumualii als zijn eigendom beschouwde. In ruil hiervoor kreeg de Russisch-Amerikaanse Compagnie dan de helft van het eiland Kauai. Het Fort Elisabeth werd daarop gebouwd aan de rivier de Waimea in 1816. De twee andere forten waren Fort Alexander en Fort Barclay. Hanalei zelf werd hernoemd tot Schäfferthal. Schäffer kreeg echter te horen dat tsaar Alexander I zijn acties niet ondersteunde en dat hij het eiland onmiddellijk diende te verlaten. Daarbij kwam dat de bevolking van Hanalei in opstand was gekomen in 1817 en beide forten daar met de grond gelijk had gemaakt. Daarop vertrok Schäffer. Het fort bleef nog tot 1864 in gebruik door de Hawaïanen.
In 1920 werd in zuidelijk Californië bij de Mission San Fernando Rey de España een honderd pond zware kerkklok gevonden onder een sinaasappelboomgaard. Op de klok bevindt zich de (Russische) inscriptie "In het jaar 1796, in de maand januari, werd deze klok gegoten op het eiland Kodiak met de zegening van archimandriet Joasef, tijdens het verblijf van Aleksandr Baranov." Het is onbekend hoe deze klok uit een Russisch-orthodoxe kerk zijn weg kon vinden naar een katholieke missie in Zuid-Californië.

## Russische nederzettingen in Amerika
Hieronder staat een lijst met Russische nederzettingen en forten, voor zover bekend. Vaak werden de forten en nederzettingen nabij bestaande plaatsen van de lokale bevolking gevestigd, waardoor de periode niet noodzakelijk de stichtingsdatum van de plaats bevat.
| Russische naam                              | Nu              | Periode                    | Locatie                       | Bijzonderheden                                                                                             |
| ------------------------------------------- | --------------- | -------------------------- | ----------------------------- | --- |
| Fort Aleksandrovsk                          | Nanwalek        | 1785/1786-1867             | schiereiland Kenai, Alaska    | |
| Fort Elizabeth                              | verlaten        | 1816-1817                  | Kauai, Hawaï, VS              | onderdeel van een historisch staatspark                                                                    |
| Fort Kolmakov(ski)                          | verlaten        | 1841/1844-1866             | Alaska                        | in het binnenland                                                                                          |
| Fort Nicolaas                               | Kenai           | 1791-1867                  | schiereiland Kenai, Alaska    | |
| Fort Ross                                   | verlaten        | 1812-1841                  | Sonoma County, Californië, VS | onderdeel van een historisch staatspark                                                                    |
| Fort Sint-Constantijn en Sint-Helena/Nuchek | verlaten        | 1793-1867                  | Alaska                        | |
| Fort Sint-Dionysius                         | Wrangell        | 1833-1840                  | Alaska                        | Verkocht aan de Hudson Bay Company, opgeheven in 1849                                                      |
| Fort Sint-Georgius/Kasilof                  | Kasilof         | 1786-1867                  | schiereiland Kenai, Alaska    | |
| Fort Sint-Michaël                           | Saint Michael   | 1833-1867                  | Alaska                        | |
| Ikogmiut                                    | Russian Mission | 1836-1839 1842/1845-1867   | Alaska                        | binnenland                                                                                                 |
| Jakoetat                                    | Yakutat         | 1795-1805                  | Alaska                        | fort verwoest door Tlingits                                                                                |
| Loekinskaja Odinotsjka                      | verlaten        | 1833-??                    | nabij Sleetmute, Alaska       | Opgericht door Semjon Loekin                                                                               |
| Michajlovsk/Novo-Archangelsk                | Sitka           | 1799-1902 1804-1867        | Baranofeiland, Alaska         | Hoofdplaats                                                                                                |
| Niniltsjik                                  | Ninilchik       | 1845-1867                  | schiereiland Kenai, Alaska    | |
| Noelato                                     | Nulato          | 1834/1838/1839-1867        | Alaska                        | in 1851 groot deel van de bevolking gedood door Koyokukstrijders                                           |
| Novo-Aleksandrovsk                          | verlaten(?)     | 1819-??                    | Alaska                        | |
| Oenalakleet(?)                              | Unalakleet      | jaren 30 (19e eeuw) – 1867 | Alaska                        | |
| Oenalasjka                                  | Unalaska        | 1759-1763 1772-1867        | Foxeilanden, Aleoeten, Alaska | eerste permanent bewoonde nederzetting                                                                     |
| Tri svjatitelja/Svjatelny Pavel             | Kodiak          | 1784-1867                  | Kodiakeiland, Alaska          | Tri svjatitelja staat voor 'drie heiligen' Nederzetting verplaatst en hernoemd tot Svjatelny Pavel in 1792 |
| "steenkooldorp"                             | Port Graham     | 1855-1860                  | schiereiland Kenai, Alaska    | |